# 율리드 포토임팩트
율리드 포토임팩트(Ulead PhotoImpact, 최초 명칭: Iedit)는 율리드 시스템즈에서 출시한 래스터 및 벡터 그래픽 편집 프로그램이었다.
이미지 편집 기능 외에도 이 프로그램에는 롤오버 도우미, 이미지맵 도우미, HTML 도우미, 배경 디자이너 및 버튼 라이브러리와 같은 HTML 도구도 포함되어 있다. 포토임팩트는 또한 .8bf 형식의 포토샵 필터를 사용했다.
포토임팩트는 그래픽 파일 형식을 광범위하게 지원했지만 앞서 언급한 모든 기능을 지원하는 자체 UFO 및 UFP 파일 형식도 사용했다.
2008년에 출시된 포토임팩트의 마지막 버전은 X3/13이었다.
2006년 12월 코렐은 율리드 시스템즈를 인수했다. 코렐은 경쟁 제품인 페인트샵 프로에 초점을 맞춰 제품을 중단한 2009년 9월까지 포토임팩트를 계속 판매했다. 개발이 중단되었음에도 불구하고 해당 제품은 여전히 코렐에서 판매되고 있다. 포토임팩트 프로로 라이선스된 포토임팩트 버전은 노바 디밸롭먼트(Nova Development)에서 판매된다. 프로그램 차이가 없는 포토임팩트의 리브랜딩 버전이다. 그러나 율리드 및 코렐 사양에는 윈도우 7이 생략된 반면, 2014년 노바 사양에는 윈도우 7 및 윈도우 8.x가 지원된다고 언급되어 있다.
사용자를 위해 팩토리 및 넌팩토리 모두에서 다양한 도움말 포럼과 튜토리얼 뱅크를 사용할 수 있다.

## 출시 역사
| 버전                    | 출시일 | 참고문헌 |
| ----------------------- | ------ | -------- |
| PhotoImpact 3           | 1996   | [ 2 ]    |
| PhotoImpact 4           | 1997   | [ 2 ]    |
| PhotoImpact 5           | 1999   | [ 2 ]    |
| PhotoImpact 6           | 2000   | [ 2 ]    |
| PhotoImpact 7           | 2001   | [ 3 ]    |
| PhotoImpact 8           | 2002   | [ 4 ]    |
| PhotoImpact XL SE (8.5) | 2003   | [ 5 ]    |
| PhotoImpact 10          | 2004   | [ 6 ]    |
| PhotoImpact 11          | 2005   | [ 7 ]    |
| PhotoImpact 12          | 2006   | [ 8 ]    |
| PhotoImpact 13 (or X3)  | 2008   | [ 9 ]    |